# Parlamento de La Rioja
Das Parlament von La Rioja (spanisch Parlamento de La Rioja) ist das autonome Einkammerparlament von La Rioja, einer der autonomen Gemeinschaften Spaniens. Das aus 33 gewählten Sitzen bestehende Parlament befindet sich im ehemaligen Kloster La Merced in Logroño, der Hauptstadt von La Rioja.
Bei den Parlamentswahlen 2011 in Rioja gewann die Volkspartei (PP) mit 20 Sitzen die Mehrheit. Sie verlor ihre Mehrheit bei den Parlamentswahlen 2015 in Riojan, fiel auf 15 Sitze und war gezwungen, sich auf die Enthaltung der Abgeordneten von C's zu verlassen, um als Minderheitsregierung weiterzumachen.

## Präsidenten des Parlamentes
I. Legislaturperiode: Félix Palomo Saavedra (1983–1987) 

II. Legislaturperiode: Manuel María Fernández Ilarraza (1987–1991) 

III. Legislaturperiode: Félix Palomo Saavedra  (1991–1995) 

IV. Legislaturperiode: María del Carmen Las Heras Pérez-Caballero  (1995–1997) 

IV. Legislaturperiode: José Ignacio Ceniceros González  (1997–1999) 

V. Legislaturperiode: José Ignacio Ceniceros González (1999–2003) 

VI. Legislaturperiode: José Ignacio Ceniceros González (2003–2007) 

VII. Legislaturperiode: José Ignacio Ceniceros González  (2007–2011) 

VIII. Legislaturperiode: José Ignacio Ceniceros González  (2011–2015) 

IX. Legislaturperiode: Ana Lourdes González  (2015–2019) 

X. Legislaturperiode: Jesús María García García  (2019–heute)